# Las Naranjas
Las Naranjas är en ort i Mexiko.   Den ligger i kommunen Pihuamo och delstaten Jalisco, i den södra delen av landet, 400 km väster om huvudstaden Mexico City. Las Naranjas ligger 377 meter över havet och antalet invånare är 150.
Terrängen runt Las Naranjas är kuperad åt sydost, men åt nordväst är den bergig. Las Naranjas ligger nere i en dal som går i nord-sydlig riktning. Runt Las Naranjas är det glesbefolkat, med 18 invånare per kvadratkilometer. Närmaste större samhälle är Pihuamo, 19,5 km norr om Las Naranjas. I omgivningarna runt Las Naranjas växer huvudsakligen savannskog.